# Karin Grossmann
Karin Grossmann (* 1942 als Karin Mailandt in Hamburg) ist eine deutsche Entwicklungspsychologin und gehört mit ihrem Mann Klaus Grossmann zu den Pionieren der Bindungsforschung in Europa.

## Leben
Karin Grossmann besuchte das Wirtschafts-Gymnasium Schlankreye in Hamburg, wo sie 1962 ihr Abitur ablegte. Danach folgte sie ihrem Mann in die Vereinigten Staaten, den sie im Juli 1961 kurz vor seiner Abreise geheiratet hatte. Ihre beiden Kinder wurden 1963 und 1967 geboren.
In Fayetteville, USA, studierte sie Mathematik und Englisch an der University of Arkansas, wo sie 1964 mit dem Bachelor of Arts (Major Mathematik) abschloss. Nach ihrer Rückkehr nach Deutschland folgte 1965 das Studium der Psychologie in Freiburg und Münster, das sie 1977 mit dem Diplom der Universität Münster abschloss.
Durch die Vorarbeiten zum Buch Verhaltensbiologie des Kindes von Bernhard Hassenstein, an denen Karin Grossmann mitwirkte, kam das Ehepaar in Berührung mit den Bindungskonzepten von John Bowlby und Mary Ainsworth. 1973 besuchte Klaus E. Grossmann Ainsworth. Damit hatte das Ehepaar Grossmann seine berufliche Ausrichtung gefunden.
Karin Grossmann promovierte 1984 in Psychologie an der Universität Regensburg. Von 1987 bis 1988 arbeitete sie als klinische Psychologin in der Kinderklinik Regensburg. Von 1991 bis 2002 war sie Lehrbeauftragte an der Universität Salzburg für soziale und emotionale Themen in der Entwicklungspsychologie. Vorherige Stipendien machten sie mit den Anwendungsgebieten der Bindungstheorie vertraut, z. B. Stipendium des Deutschen Akademischen Auslands Dienstes für einen Kurs des British Councils on Child Development of Normal and Handicapped Children, London (1981), ein Postdoktorandenstipendium der Deutschen Forschungsgemeinschaft (1984/85) für Pädiatrische Psychologie in Denver, CO, USA, und ein Postdoktorandenstipendium des National Institute of Child Health and Human Development, 1985/86, für physiologische Grundlagen der emotionalen Entwicklung in Bethesda, MD, USA.
Sie erhielt die Ernennung zum Research-Fellow am Center for the Study of Child Development, University of Haifa, Israel, 1997.
Zusammen mit ihrem Mann führte sie Forschungsaufenthalte am National Institute of Health and Human Development, Bethesda, Washington, D.C. und an der Universität von Sapporo, Japan sowie in Kaileuna, Trobriand-Inseln, Papua-Neuguinea durch.
Sie erhielt einen Lehrauftrag für ein Trimester an der University of California, San Diego, Laboratory of Human Cognition (Michael Cole).

## Wirken
Das Psychologenpaar Karin und Klaus Grossmann hat mit einer Jahrzehnte dauernden Langzeitstudie die Erziehung revolutioniert.
In ihrer entwicklungspsychologische Längsschnittforschung im Rahmen der Bindungstheorie haben sie unter Einbeziehung der Eltern die
Entwicklung der psychischen Sicherheit aus Bindungssicherheit und Sicherheit der Exploration erforscht. Bei ihren Forschungsaufenthalten haben sie sich der interkulturellen Entwicklungspsychologie zugewandt. Ein besonderer Fokus ihrer Forschung war die Rolle des Vaters und weiterer Betreuungspersonen für die sozial-emotionale Entwicklung des Kindes aufzuzeigen.
Die Resultate ihrer Forschungstätigkeit setzte sie für die praktische Anwendungen der Bindungstheorie im Alltag und in klinisch/beratender Arbeit um. Zum Beispiel referierte sie über die Bildung auf der Basis von Bindung an Fortbildungen für Krippenerzieherinnen. 2015 hielt sie auf der Fachtagung der Hochschule Heiligenkreuz einen auf YouTube veröffentlichten Vortrag über Bindung in der kindlichen Entwicklung.
Die Publikationsliste, die das Ehepaar Grossmann mit eigenen Werken und denen ihrer Mitarbeiter zusammenstellte, legt Zeugnis von dem beruflichen Schaffen der Forschergruppe ab. Insgesamt wurde in fünf Sprachen veröffentlicht. Karin Grossmann legte eine eigene Liste ihrer wissenschaftlichen Beiträge vor.
Grossmann ist Mitglied im Club Regensburg von Soroptimist International.

## Auszeichnungen
- 2006 Bowlby-Ainsworth Award, gemeinsam mit Ehemann Klaus
- 2007 Arnold-Lucius-Gesell-Preis der Theodor-Hellbrügge-Stiftung, gemeinsam mit Ehemann Klaus

## Schriften (Auswahl)
- An Angst kann man sich nicht gewöhnen, aber man kann abstumpfen, was zu Hilflosigkeit und Aggression führt. Interview mit Karin Grossmann. In: Deutsche Liga für das Kind in Familie und Gesellschaft (Hrsg.): Frühe Kindheit. Band 17, Nr. 03, 2017, ISSN 1435-4705, S. 50–54.
- Verführung zu unfreiwilliger Sexualität in Bindungsbeziehungen. In: Deutsche Liga für das Kind in Familie und Gesellschaft (Hrsg.): Frühe Kindheit. Band 15, Nr. 06, 2015, ISSN 1435-4705, S. 16–21.
- Stumme Zeichen des Leids bei Kleinkindern in Familie und Tagesbetreuung. In: Rüdiger Kißgen, Norbert Heinen (Hrsg.): Familiäre Belastungen in früher Kindheit. Früherkennung, Verlauf, Begleitung, Intervention. Klett-Cotta, Stuttgart 2011, ISBN 978-3-608-94685-7, S. 113–124.
- Der lebenslange Einfluss des Vaters auf die Organisation von Gefühlen und sozialem Verhalten. In: Ulrike Borst, Andrea Lanfranchi (Hrsg.): Liebe und Gewalt in nahen Beziehungen. Therapeutischer Umgang mit einem Dilemma. Carl-Auer-Verlag, Heidelberg 2011, ISBN 978-3-89670-785-7, S. 52–67.
- Karl Heinz Brisch, Klaus E. Grossmann, Karin Grossmann, Lotte Köhler (Hrsg.): Bindung und seelische Entwicklungswege. Grundlagen, Prävention und klinische Praxis. Klett-Cotta, Stuttgart 2017, ISBN 978-3-608-96186-7 (englisch: Attachment from Infancy to Adulthood. New Perspectives in Attachment Theory and Developmental Pathways. Applications in Prevention, Intervention and Clinical Practice.).
- Klaus E. Grossmann, Karin Grossmann (Hrsg.): Bindung und menschliche Entwicklung. John Bowlby, Mary Ainsworth und die Grundlagen der Bindungstheorie. 4. Auflage. Klett-Cotta, Stuttgart 2015, ISBN 978-3-608-94936-0.[9]
- Karin Grossmann, Klaus E. Grossmann: Bindungen. Das Gefüge psychischer Sicherheit. 5. Auflage. Klett-Cotta, Stuttgart 2014, ISBN 978-3-608-94720-5.[10]
- Klaus E. Grossmann, Karin Grossmann, Everett Waters (Hrsg.): Attachment from Infancy to Adulthood. The Major Longitudinal Studies. Guilford Publications, New York, London 2005, ISBN 1-59385-145-6 (englisch).